# Арчібальд Кокрейн
Арчібальд Леман Кокрейн CBE (12 січня 1909 Галашилс Шотландія Велика Британія— 18 червня 1988 Дорсет Англія Велика Британія) — шотландський лікар, професор, відомий своєю книгою «Effectiveness and Efficiency: Random Reflections on Health Services». Ця книга пропонує використання рандомізованих контрольних випробувань, щоб зробити медицину ефективнішою та ефективнішою. Його пропаганда рандомізованих контрольованих досліджень зрештою призвела до розробки бази даних систематичних оглядів Кокранівської бібліотеки, заснування Кокранівського центру Великобританії в Оксфорді та міжнародної організації Кокранів.
За життя, зазвичай, використовував коротку форму свого імені — Арчі, яке часто використовується в літературі.
Він відомий як один із батьків сучасної клінічної епідеміології та доказової медицини, а також вважається засновником ідеї доказової медицини в сучасну епоху.

## Біографія
Кокрейн народився в Кірклендсі, Галашилс, Шотландія, в сім'ї, яку він назвав «промисловим вищим середнім класом». Його батька було вбито, коли він служив у Шотландських кордонах короля під час Першої світової війни. Він виграв стипендію в Аппінгемській школі та отримав ще одну стипендію в Королівському коледжі в Кембриджі, досягнувши першого класу з відзнакою в частинах I й II природничих наук Tripos і закінчивши 2nd MB дослідження з фізіології та анатомії в 1930 році. Він отримав кваліфікацію в 1938 році в лікарні Університетського коледжу Лондона в Університетському коледжі Лондона.
Кокрейн народився з порфірією. Це викликало проблеми зі здоров'ям протягом усього його життя. Він пробував лікування за допомогою психоаналізу під керівництвом Теодора Рейка, слідом за Рейком до Берліна, потім до Відня та Гааги, оскільки вплив нацистів посилювався, поєднуючи своє лікування з проведенням медичних досліджень у Відні та Лейдені. Він став незадоволений психоаналізом. Однак він вільно освоїв німецьку мову, що стало в пригоді в подальшому житті. Його подорожі також переконали його у важливості антифашистської справи.
Під час Громадянської війни в Іспанії Кокрейн служив у британській бригаді швидкої допомоги в Іспанському комітеті медичної допомоги. Під час Другої світової війни він приєднався до британської армії та потрапив у полон під час битви на Криті, а згодом працював медичним офіцером у таборах для військовополонених у Салоніках (Греція), Гільдбургхаузені, Ельстергорсті та Віттенберзі на Ельбі (Німеччина). Досвід у таборі привів його до думки, що велика частина медицини не має достатньо доказів, щоб виправдати її використання.
Він сказав: «Я знав, що немає реальних доказів того, що все, що ми можемо запропонувати, має якийсь вплив на туберкульоз, і я боявся, що вкоротив життя деяким із моїх друзів непотрібним втручанням».  У результаті він провів свою кар'єру, закликаючи медичну спільноту прийняти науковий метод.
Після війни він навчався на отримання диплома з охорони здоров'я в Лондонській школі гігієни та тропічної медицини та провів рік в Інституті Генрі Фіппса у Філадельфії за стипендією Рокфеллера.  У 1948 році Кокрейн приєднався до відділення пневмоконіозу Ради медичних досліджень у лікарні Лландо, що є частиною Уельської національної медичної школи, нині Медичної школи Кардіффського університету. Тут він розпочав серію досліджень здоров'я населення Рондди Фаш — досліджень, які започаткували використання рандомізованих контрольованих досліджень (РКД).
Університет Кардіффа опублікував онлайн-відео досліджень Рондди Фаш. На відео показано деякі архівні кадри дослідження громади. Кокрейн описує, що він шукав у опитуваннях.
У 1956 році Кокрейн пройшов радикальну мастектомію, щоб видалити те, що вважалося раковою тканиною в правій малій грудній частині та пахвовій западині.

## Академічне життя
У 1960 році він був призначений Девідом Девісом, професором туберкульозу та захворювань грудної клітки в Валлійській національній школі медицини, нині Медична школа Кардіффського університету, а через дев'ять років став директором нового Дослідницького відділу епідеміології Ради з медичних досліджень на Річмонд-роуд, 4, Кардіфф. Його новаторська стаття про валідацію процедур медичного скринінгу, опублікована спільно з колегою-епідеміологом Волтером В. Холландом у 1971 році, стала класикою в цій галузі.

Його монографія стипендії Rock Carling 1971 року «Ефективність і ефективність: випадкові роздуми про послуги охорони здоров'я», вперше опублікована в 1972 році Трастом провінційних лікарень Наффілда, тепер відомим як Траст Наффілда, мала великий вплив. Цитата короткого змісту книги :
«Дослідження роботи клінічного сектору Національної служби охорони здоров'я наполегливо свідчить про те, що найпростішим поясненням результатів є те, що цей сектор піддається серйозній інфляції, а обсяги виробництва зростають набагато менше, ніж можна було б очікувати від витрат». Відповідно до рецензії в Британському медичному журналі, «героєм книги є рандомізоване контрольне дослідження, а лиходіями є клініцисти в частині „догляду“ Національної служби охорони здоров'я (NHS), які або не можуть провести такі дослідження. або досягти успіху в ігноруванні результатів, якщо вони не узгоджуються з їхніми власними упередженими ідеями».
Підтримуючи цей виклик системі медичної допомоги, як він це бачив, у 1978 році разом із колегами він опублікував дослідження 18 розвинутих країн, у якому він зробив такі спостереження: «індекси медичної допомоги не пов'язані негативно зі смертністю, і там є помітний позитивний зв'язок між поширеністю лікарів і смертністю в молодших вікових групах. Пояснення цієї аномалії лікаря досі не знайдено. Валовий національний продукт на душу населення є основною змінною, яка постійно демонструє сильний негативний зв'язок зі смертністю». Ця робота була відібрана для включення до збірки впливових робіт історично важливих епідеміологів, опублікованих Панамериканською організацією охорони здоров'я (ПАОЗ/ВООЗ) у 1988 році.
Cochrane просував рандомізоване дослідження та є співавтором з професором Пітером Елвудом звіту про перше рандомізоване дослідження аспірину для профілактики судинних захворювань. Він також сприяв когортному дослідженню та був ключовим консультантом у дуже детальному когортному дослідженні, Дослідженні хвороб серця Caerphilly.

## Почесті
За його «браві та видатні» заслуги в таборах для військовополонених він був нагороджений MBE від британського уряду; за його внесок в епідеміологію як науку він пізніше був іменований CBE.

## Автобіографія та архів
Книга One Man's Medicine: An Autobiography of Professor Archie Cochrane була опублікована в 1989 році, а її співавтором був Макс Блайт. Книгу не друкували кілька років, але у квітні 2009 року Кардіффський університет опублікував її видання в м'якій палітурці, щоб відзначити сторіччя від дня народження Кокрейна.
Архів Арчі Кокрейна зберігається в Бібліотеці Арчі Кокрейна Кардіффського університету.